# Pogányság
A pogányság (a latin pāgānus = „vidéki” szóból) a szövegkörnyezettől függően eltérő jelentésű kifejezés. Tágabb értelemben a vallástalan és a kinyilatkoztatott vallásokon kívül álló embereket jelölheti; míg konzervatív keresztény nézőpontból azok, akik nem tartoznak a monoteista (egyistenhívő) vallások egyik csoportjába sem. A modern korban a pogány kifejezést többnyire már nem használják az ateisták, agnosztikusok vagy kisebb vallások hívői esetében. Az újpogány mozgalmak követői azonban csoportjuk önmeghatározásaként használják.
A pogányság egy olyan kifejezés, amelyet a 4. században használtak először a Római Birodalom politeista (nem zsidó és nem keresztény) embereire. Az elnevezés egyik fő oka az volt, hogy ők egyre inkább vidéki emberek voltak a keresztény lakossághoz képest, vagy éppen csak azért, mert nem voltak Krisztus katonái, azaz nem voltak megkeresztelt hívők.
A pogányság eredetileg a többistenhit pejoratív jelzője volt, ami az alacsonyabb rendűséget jelezte. A 4. században, a kereszténység államvallássá válásakor a pogányság többnyire a „parasztság vallását” jelentette. Később, a középkorban és utána a pogány kifejezést minden ismeretlen, nem-keresztény vallásra alkalmazták, és a kifejezés hamis isten(ek)be vetett hitet feltételezett.
Napjaink pogány vallásai – a modern pogányság vagy újpogányság  a panteista, a politeista vagy az animista világképet tükrözik; bár közülük néhány irányzat monoteista.
A mai pogányság gyakran tartalmaz olyan gyakorlatokat, mint például a természetimádat, amely megkülönbözteti a nagy világvallásoktól.
Az egykori pogányság megismerésében az antropológiai kutatásokra, a régészeti leletek bizonyítékaira és az antik írók beszámolóira támaszkodhatunk.

## Története, használata
A „pogány” szó a latin paganusból származik, amely kezdetben „vidéken lakó”-t, falusit jelentett (a pagus, azaz „vidék”, „falu” szóból). A magyarba a szó horvát vagy szlovén nyelvből, a pogan, poganin. A pagano pedig olasz nyelven szintén pogányt jelent.[forrás?]
A paganus szó az idők folyamán számos jelentésváltozáson ment keresztül, sőt magának az értelmezésnek és eredetelméletnek is saját története van, szinte minden generáció újabb hipotézisekkel, kutatási eredményekkel lép fel.

### A Bibliában
Az Ószövetség élesen megkülönbözteti a választott népet, azaz JHVH népét más népektől (gójim). Ahol csak a „nép” szó áll, ezt a fordítók kibővített kifejezésekkel adják vissza, aszerint, hogy pogányokról vagy a „választott nép”-ről van-e szó.
Amikor a középkorban eredeti nyelveiből latinra fordították a Bibliát, akkor a Bibliában használatos héber gójim és görög ethnoi szavakat is paganusként fordították le, noha ezeknek a szavaknak a jelentése nem teljesen fedte a latin paganus addigi jelentéseit: vidéki, civil, nem-keresztény. A héber gójim és görög ethnoi szavak jelentése egyszerűen „népek” vagy „nemzetek”, szembeállítva a választott (zsidó) néppel, „a Nép”-pel. Ekkor gazdagodott tehát a paganus szó jelentése a nem-zsidó és a ma domináló többistenhívő, természethívő, más valláshoz tartozó jelentésekkel A pogány szó mai jelentéseiben tehát eredetükben egymástól független szavak jelentései fonódnak össze.

### Európai történet

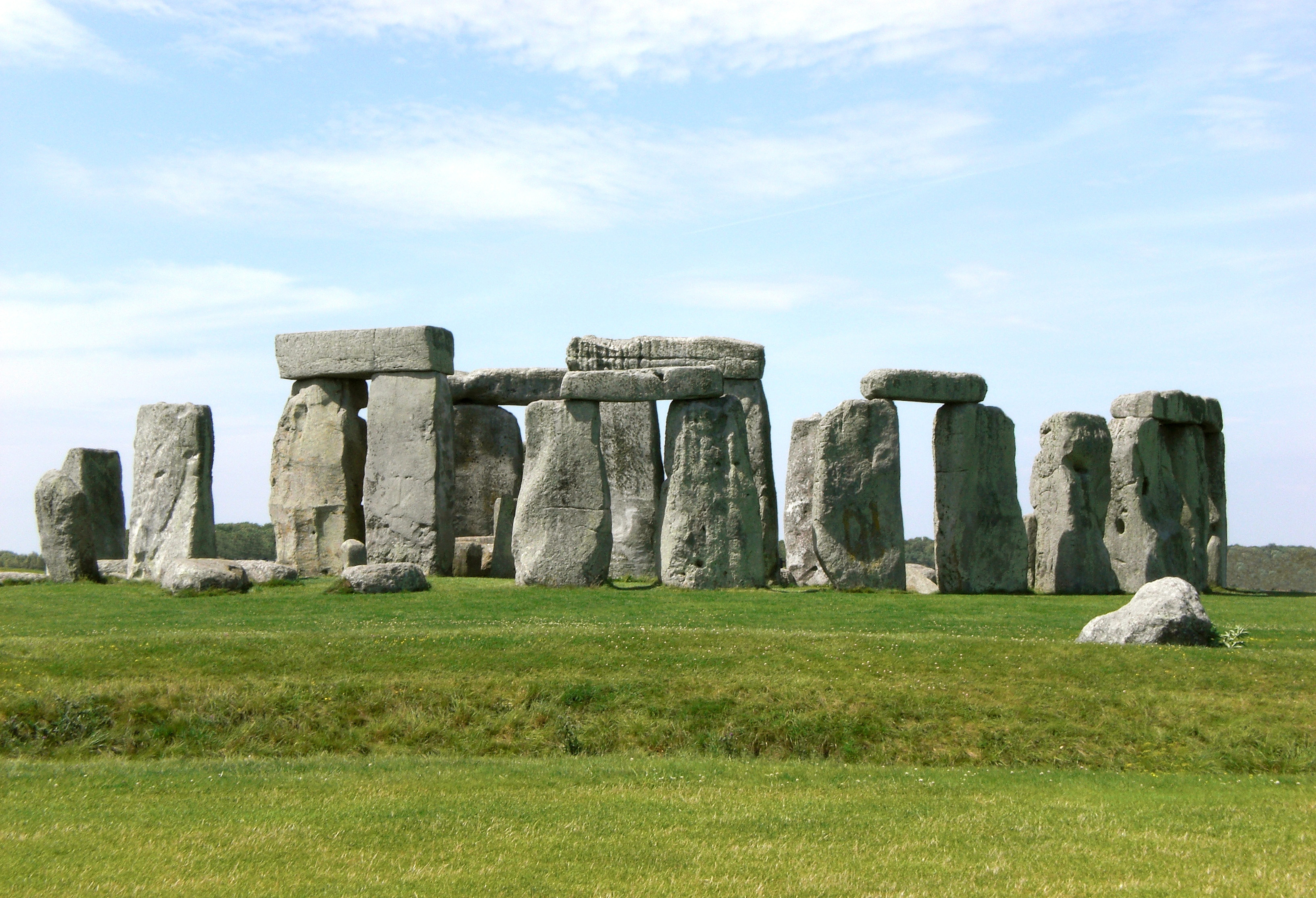
Stonehenge-t egy pogány kultuszhelyként tartják számon

A latin paganus kezdetben „vidéken lakót” vagy „földművest” jelentett. A római katonák zsargonjába már „újonc” vagy „civil” jelentéssel ment át. Később a kereszténység nyelvhasználatában, a „Krisztus hadseregére”, mint metaforára vonatkoztatva, azokat jelölte, akik nem katonái, vagy nem jó katonái Krisztusnak. A paganus szó „nem-keresztény” jelentése azért alakulhatott ki, mert a kereszténység a vidékiek között lassabban terjedt el.
Később, a középkori nyugati keresztény teológiai megítélés a következő csoportokat alkalmazta :
- a hitetlenek közé tartoztak a pogányok és rajtuk túl a zsidók és a muszlimok,
- skizmatikusok (ortodoxok),
- eretnekek.

Aquinói Tamás elvileg elutasította a pogányok erőszakos megtérítését, míg Duns Scotus kívánatosnak tartotta fenyegetésekkel és megfélemlítéssel a keresztség felvételére késztetni a pogányokat. A pogányok elleni agresszív beállítódás vége és a tolerancia győzelme nagyjából a felvilágosodás korával esik egybe.

### Napjaink
A pogányság szó mai használatában legáltalánosabban a politeista (azaz többistenhívő), panteista, animista és sámánista vallásokat jelenti, a pogányok pedig ezen vallások követőit.

Szövegkörnyezettől függően valamennyi nem egyistenhívő népre (például a kereszténység előtti pogány magyarok) vonatkoztathatjuk. Korábban a nagy keleti vallások (buddhizmus, hinduizmus, dzsainizmus stb.) híveit is pogányoknak nevezték.
A „pogány” szó jelentései még: 
- Nem keresztény (régies jelentés, például a muzulmánokra a török háborúk korában) – fordított használata: nem muszlim (a törökök hitetlent jelentő „gyaur” szava a keresztényekre a török háborúk korában).[14][23]
- Vallástalan (a vallásos emberek által ma is használt, gyakran pejoratív jelző, például a megkereszteletlen emberekre).
- Kegyetlen, cudar (régies jelentés), kemény[24]

## Az egykori európai pogány társadalmak jellemzői
Az ókori európai társadalmak kialakulásánál a nagycsaládi, nemzetségi rendszert találjuk. A család szerepe mindennél fontosabb volt, az államét messze megelőzte. Részletes írott forrásokkal a görög és római társadalmakról rendelkezünk, de a család más népeknél is (kelták, germánok, szlávok, magyarok) központi szerepet töltött be. Az ókori görög és római pogány társadalmak első módszeres tanulmányozása Fustel de Coulanges nevéhez fűződik. Úttörő munkáját, ahol kutatásában elsők között mutatta be a vallás (mint a családi és állami kultusz része) központi társadalmi szerepét, a marxista történetírás folyamán élesen bírálták. Ezzel szemben az ókori történetíró Plutarkhosz szerint a vallás központi szerepet töltött be, amit Cicero is megerősít. Hasonlóan elterjedt volt a lélek halhatatlanságába  és a lélekvándorlásba vetett hit.

### Görög-római világ

#### Család
Az ókori görög és római társadalmak központjában a család állott, mely a családi kultusz, háztűzhelyi vallás köré épült fel. Az állam a nagycsaládok (nemzetségek) szövetségéből alakult ki. A család vezetője, főpapi szerepben a családfő (lat: Pater Familias) volt, aki egyeduralkodóként mindent megtehetett a családtagok körében. Jogában állott bármely családtagot megölni (feleség, gyerek stb), illetve rabszolgának eladni. A családfő a családi kultusz erősítése vagy megvédése érdekében alkalmazta hatalmát. E szempontból a házasságtörés és a cölibátus komoly bűnök voltak, mert különböző módokon a család(i kultusz) épségét ill. fennmaradását veszélyeztették. A családi kultuszban a családi tűzhely kiemelten fontos szerepet töltött be. Ha több család összeállt egy nagycsaládba (lat. Gens), illetve több nagycsalád egy nemzetségbe (gör. Phratria, lat. Curiae), akkor a létrejövő új közösségnek egy közös istensége lett.
A rómaiak használta szó: Pietas (kegyesség, jámborság) egyszerre három dolgot jelentett: A család iránti kötelességtudatot, a család iránti szeretetet, és a családi vallásosságot.
A családi értékek jó visszatükröződését adja Vergilius Aeneise, amely Bernini e tárgyú szoborcsoportjában is kifejeződik: Aeneas Trója bukása után apját Ankhiszészt és a házi isteneket hordozza, míg fia Ascanius a házi tüzet viszi.

#### Jog, adásvétel, végrendelkezés
A görög-római jogfelfogás a természet visszatükröződése volt: a természetben erős rangsor uralkodik (hierarchia), az erősebb uralkodik a gyengébben, ez a természetes állapot. Az állampolgárság a család férfitagjai számára volt fenntartva: nők és jövevények (családi tűzhellyel nem rendelkezők, honos ősökkel nem rendelkezők) számára nem. Több városállamban a család férfitagjai akkor lehettek állampolgárok egyáltalán, miután az apjuk, a családi kultusz vezetője, meghalt.
Ezek a szigorú szabályok és úgy általában a tárgyalt jogi szabályozások a történelem folyamán lazultak, különösen miután a különböző szintű társadalmi rétegek vetélkedése és konfliktusa (Athénban az eupatridák és théták, Rómában a patriciusok és plebeiusok), ezeket kikényszerítették, de ez hosszú évszázadok során ment végbe, melynek során a vallási és társadalmi értékek állandósága volt a jellemző.
A legkorábbi görög és római jogban a magántulajdon adásvétele, – a magántulajdon a családi kultusz jogköre alatt állván, szent birtok lévén – gyakorlatilag meg volt tiltva. A későbbi törvényekben is korlátozások és büntetések sokasága vette körül. A legidősebb férfitag birtokolta az összes családi vagyont egy darabban, családi hitbizományként. Halála esetén a vagyon automatikusan a legidősebb fiára szállt, egyenesági fiú-leszármazott hiányában a legidősebb férfirokonra. Ha az egész családban csak lányok voltak, akkor a vagyon a legidősebb leány férjéé lett. Lányok nem örökölhettek.
A végrendelkezést először Szolón törvényei engedték meg – a gyermekteleneknek. Később ez megengedőbb lett, de vallási aggályok sokasága vette körül. Még Platón idejében is erős negatív felhangja volt.
Az adósokkal való bánásmód is a családi tulajdon szentségét tükrözte. Az adóst lehetett dolgoztatni, de a tulajdonát nem szabadott lefoglalni.
A rabszolga jogi meghatározása „élő szerszám” (lat. mancipium) volt, akit a tulajdonosa eladhatott, megkínozhatott, megölhetett. Vedius Pollo patríciusról följegyezték, hogy a rabszolgái húsával etette halait, hogy ízletesebbek legyenek. A gyakorlatban a rabszolga több hasznot hajtott élve mint halva (ezért rendszerint nem ölték meg, vagy akár jól is tartották), de az ura kénye-kedvére volt bízva az élete.

#### Katonai jellemzők
Az ókor katonai dinamikája a hódítás köré épült. Sikeres háború esetén a legyőzött természeti erőforrásai a győztes kezébe kerültek, és a legyőzötteket rabszolgának adták el, ami ingyen munkaerőt jelentett. Ha az egyik városállam elfoglalt egy másik városállamot, az vallásilag annak a jele volt hogy a győztes városállam istenei erősebbek a vesztes városállaménál, ill. hogy a vesztes városállam istenei "magukra hagyták" a várost; ilyetén a városállam összes polgárát el lehetett adni rabszolgának, vagy akár le lehetett mészárolni. Az ettől való félelem erős motivációs tényező volt, hogy a városállam polgárai összefogjanak veszély esetére, mert tudták hogy kudarc esetén az ő társadalmi rendszerük meg fog semmisülni. Ha a rómaiak életben hagyták a legyőzött ellenfélt, a következő esküt kellett letennie: "A személyemet, a városomat, a földemet, a rajta folyó vizeket, a határ-isteneimet, a templomaimat, az ingóságaimat, mindent ami az isteneket illeti – mindezeket a római népnek adom."

#### Kereskedelem, gazdaság
A kereskedelmet úgy a görög, mint a római polgár megvetette. A kereskedelmet nőiesnek tekintették, mivel az étvágy (étel, ital, ruházat, továbbá parfüm, luxuscikkek) kielégítését szolgálja. Az adásvétel útján történő pénzhezjutás megvetett volt a férfi módjára történő gazdagodáshoz képest, mely a háborúban szerzett zsákmányt és rabszolgát jelentette.
A rabszolgák száma a siker fokmérője volt. A munkavégzést annak tekintették, amit a lenézett rabszolgák végeztek, ennek folytán a munka az ókori társadalmakban a hanyatlás, bukás jelképe volt, ami a legyőzöttek, vesztesek végeznek, és ennek folytán általános megvetés övezte. A szegénység "nagy bűn" (ingens vitium) volt, a szegényeket megvetették.

#### Esztétika
Az ókori görög és római művészet az izmos és meztelen férfitestet dicsőítette, amely – a férfiasság példaképeként – kemény, szívós, képes uralkodni vágyain. Ez testesítette meg a ‘’nemesség’’ és szépség eszményét. Ezzel állott szemben a női test, mely gyenge és védelemre szorul, és a vágyai uralják. Arisztotelész szerint a nő képtelen a racionális gondolkozásra. Spártában a Tajgetosz hegyére, Rómában a Tiberis szigetére tették ki elpusztulni azon gyermekeket, melyeket csenevésznek, csúnyának ítéltek, illetve lányok voltak. A görög ifjak meztelenül a Gimnáziumokban (gümnósz – meztelen) folytattak testgyakorlatokat, illetve tanultak.

#### Történelmi emlékezet
A mai európai köztudatban a pogányságról alkotott kép a felvilágosodás és a francia forradalom korának nyomán alakult ki. Franciaországban az enciklopédisták és Jean-Jacques Rousseau nyomán a francia forradalmárok az ókori pogányságot úgy ábrázolták, mint ahol a „szabadság volt az erény”, és ahol valamiféle szabad és világias (szekuláris) szellemiség uralkodott, ahol az embereket valamiféle egyetemes testvériség eszméje hatotta át „a közjó szolgálatában munkálkodva”. Ugyanezen irányvonalat művelte Angliában Edward Gibbon.
A felvilágosodás és francia forradalom liberálisai éles egyházellenességtől vezérelve a pogányságot ideológiai fegyverként használták a kereszténység ellen: a „sötét középkorral” szemben egy (liberális) ősi (pogány) aranykort igyekeztek lefesteni, ahol a józan ész (logika, ráció) és a szabadság uralkodik, a babonával és vallással szemben. A felvilágosodás filozófusai a modernség ősi tükörképét látták a görög-római pogányságban, amelyet a „sötét középkor” évezredes „sajnálatos közjátéka” szakított meg.
Azt a látszatot próbálták kelteni, hogy a görög-római pogány társadalmakat kevésbé hatotta át a vallás. Ezzel szemben e társadalmakat a vallás éppenséggel jobban áthatotta, az egyén életében mindenütt jelenlévő családi kultusz révén, melyet a tárgyalt korabeli törvények hűen tükröztek (családi tulajdon adásvételének tiltása, öröklés korlátozása). Ide kapcsolódik, hogy úgy az athéninak, mint a rómainak (= legfelvilágosodottabb pogány kultúrák) voltak „szerencsétlen napjai”; e napokon nem házasodtak, nem gyülekeztek és pereket sem tartottak. A római hadjáratokat az égi jelek (madarak röpte, üstökös megjelenése, részleges vagy teljes napfogyatkozás), míg a spártai hadjáratokat a hold fázisai befolyásolták.
Seneca a csillagok járását ím-ígyen írta le: „ezek legkisebb mozdulatán függ a nemzetek szerencséje, és a legnagyobb és legkisebb események is egy jó vagy rossz csillag vonulásával összhangban történnek.”

## Újpogányság
Az újpogány vallások vagy újpogányság (idegen szóval neopaganizmus) olyan vallások összefoglaló neve, amelyek a Föld és teremtményei tiszteletét hirdetik, ünneplik. Az újpogányok az élet minden formáját egymással összefüggőnek látják, és megpróbálják önmagukat e hitnek a természet ciklusaiban megfigyelhető megnyilvánulásaihoz hangolni. Az újpogányok általában politeisták és/vagy panteisták, de vannak köztük monoteisták és ateisták is.

## Kapcsolódó szócikk
- Sámánizmus
- Vallástörténet
- Ókori vallások